# Eslovênia nos Jogos Paralímpicos de Verão de 2012
A Eslovênia foi um dos participantes dos Jogos Paralímpicos de Verão de 2012, na cidade de Londres, no Reino Unido.

## Desempenho

### Natação
Masculino
| Atletas     | Evento                | Preliminares | Preliminares | Final     | Final   |
| Atletas     | Evento                | Marca        | Posição      | Marca     | Posição |
| ----------- | --------------------- | ------------ | ------------ | --------- | ------- |
| Darko Duric | 50 metros livre - S4  | 39s71 Q      | 4º           | 40s21     | 6º      |
| Darko Duric | 100 metros livre - S4 | 1min26s93 Q  | 4º           | 1min26s12 | 5º      |